# Suffragetto

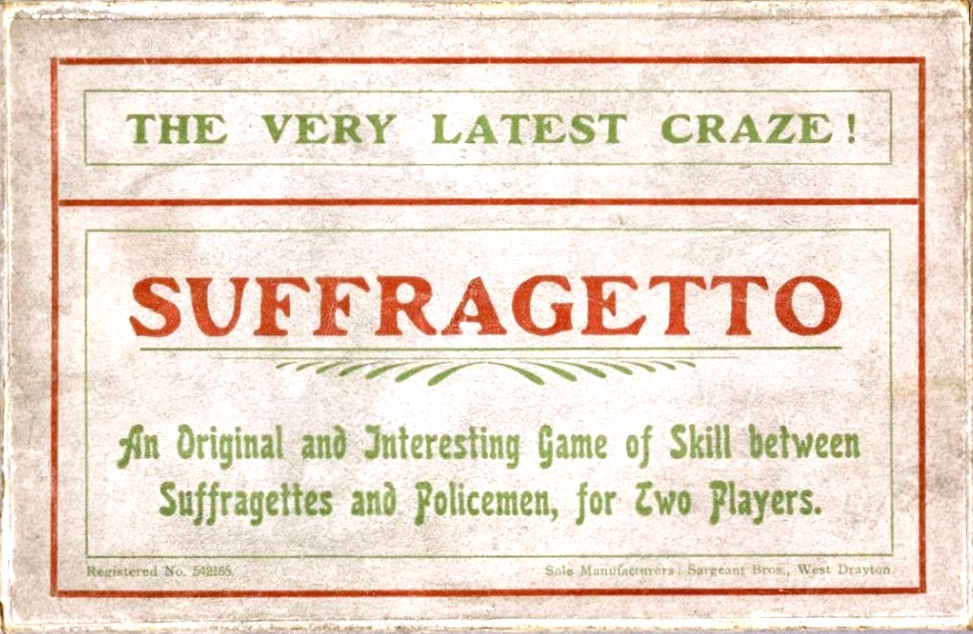
Caja de Suffragetto

Suffragetto fue un juego de mesa publicado en el Reino Unido a mediados de 1908 por la Unión Social y Política de las Mujeres (WSPU) y fabricado por Sargeant Bros. Ltd.
En términos modernos, fue desarrollado con el fin de "representar la ideología feminista en un entorno híbrido entre la realidad y la fantasía", para apoyar las estrategias activistas de las suffragettes (grupos a favor del sufragio femenino).

## Reglas del juego

Diseño del tablero del juego

El juego consiste en una disputa de ocupación en la que presenta a 2 jugadores alrededor de un cuadrilátero que representa las calles del Londres Eduardiano. Un jugador juega con 21 piezas verdes que representan a los sufragistas radicales, mientras que el otro jugador juega con 21 piezas azules, que representan a los policías condestables. El objetivo de los sufragistas es atravesar las líneas policiales e ingresar a la Cámara de los Comunes, mientras que al mismo tiempo, se debe evitar que los policías ingresen a Royal Albert Hall. El objetivo de la policía es interrumpir la reunión de los sufragistas en Albert Hall, y evitar de que estos ingresen a la Cámara de los Comunes.
Las sufragistas ''arrestadas'' son confinadas en la sección de ''prisión'' del tablero, mientras que los policías ''discapacitados'' son enviados a la sección de ''hospital''. Gana el primer jugador que introduce 6 piezas en la base del jugador rival.
La WSPU estaba entusiasmada sobre la elaboración y venta del juego, ya que le permitía a la organización continuar con su causa, sin tener que depender de las contribuciones de partidarios adinerados.

## Legado
La Biblioteca Bodleian de Oxford posee la única copia conocida del juego. Suffragetto fue uno de los tantos juegos infantiles de la época, bajo la temática del género, la resistencia, y las relaciones sociales, junto con los juegos contemporáneos Panko y Pank-a-Squith (1909). El objetivo de este último era llevar una sufragista (liderada por Emmeline Pankhurst), por un largo camino que comienza desde su casa hacia el parlamento, cuya ruta está plagada de obstáculos colocados por el gobierno liberla (dirigido por el Primer ministro Herbert Henry Asquith).
Un juego de Suffragetto fue demostrado en el segundo episodio de la primera temporada del documental de la BBC Further Back in Time for Dinner en 2018.
Es posible de imprimir y jugar el juego de mesa, y se puede jugar de forma gratuita usando el motor Vassal Engine de Java; anteriormente había sido una versión en línea.